# Seis artes (China)
As Seis Artes  (em chinês:  六藝, liù yì, também: 孔子 六藝, kǒngzǐ liùyì) são o conjunto de disciplinas que formaram a base da educação na cultura da Antiga China. Durante a dinastia Zhou (1122-256 a.C.), com o intuito de promover um desenvolvimento integral, os estudantes deviam dominar o liù yì, que consistia em:
1. Ritos (ou cortesia) (禮, lǐ)
2. Música (樂, yuè)
3. Tiro com arco (射, shè)
4. Condução de carros de guerra (ou equitação) (御, yù)
5. Caligrafia (書, shū)
6. Matemática (數, shù)

Pensava-se que os homens que se destacavam nestas seis artes tinham alcançado o estado de perfeição, considerando-se cavalheiros perfeitos.
As Seis Artes foram praticadas por eruditos, e já existiam antes de Confúcio, mas converteram-se em parte da filosofia confucionista. Como tal, o filósofo Xu Gan (170-217) discute-as nos seus Discursos Balanceados. As Seis Artes foram praticadas pelos 72 discípulos de Confúcio.
O conceito das Seis Artes desenvolvido durante o período pré-imperial incorporou componentes militares e civis. O lado civil foi associado mais tarde às Quatro Artes (guqin, go, caligrafia e pintura). No entanto, este último era mais um sinal de ócio no período imperial tardio. Evidentemente, sobrepõe-se com as Seis Artes, já que o guqin personificou a música, o go (um jogo de mesa assim conhecido pelo seu nome japonês) estava relacionado com a estratégia militar, e a caligrafia ocupar-se-ia da estética da escrita e do cultivo do próprio carácter. O estudo dos ritos e da música teria como objeto desenvolver o sentido de dignidade e de harmonia. Os ritos consideravam aqueles praticados durante as cerimónias de sacrifício, os funerais e os exercícios militares.

## Influência
O requisito para os estudantes de dominar as seis artes é paralelo ao conceito ocidental de homem do Renascimento. O ênfase nas Seis Artes fomentou os senhores que seguiam a doutrina confuciana a saber algo mais que apenas uma erudição canónica. A educação prática de interesse clássico fortaleceu as matemáticas, a astronomia e as ciências chinesas (por exemplo, Liu Hui, Zu Chongzhi, Shen Kuo, Yang Hui ou Zhu Shijie). Com a prática do arco e o protocolo que o rodeava, por exemplo, os nobres no sólo ganhavam destreza na guerra, e além disso cultivavam as suas mentes e aprendiam a comportar-se como nobres, o que seria o mais importante para o império. Esta tradição retrocederia depois da dinastia Yuan (1271-1368), quando o neoconfucionismo destacou a importância dos quatro livros Analectos sobre as outras artes e campos técnicos.